# Аборігіни
Аборігіни (лат. Aborigines) — згідно з римськими переказами, найдавніші мешканці Лація. Сучасний термін «абориген» походить від позначення даного народу.

## Етимологія
Етимологія назви неясна. Сучасне тлумачення як «початкові», лат. ab origene у римський час не засвідчено. У Лікофрона вони названі Βορείγονοι «ті що походять з півночі (від Риму)». Висловлювалася також гіпотеза, що спочатку ім'я могло звучати Aberrigenes (від лат. aberrare «блукати, відхилятися»), із зазначенням на (можливо) кочовий спосіб життя.

## Походження
Вже античні джерела висловлюють суперечливі точки зору про походження аборигенів. Лише частина авторів вважає їх дійсно споконвічними мешканцями; інші бачать в них мігрантів лігурійського або грецького походження. Вони пприйшли з області Реата (нині Рієті), витіснивши сакранів або сикулів з Лацію і перемігши умбрів. Гай Саллюстій описує їх як нецивілізованих, тоді як інші джерела вказують на те, що аборігіни мали монархію. Відомі імена кількох аборігінських царів, багато з яких збігаються з іменами римських богів: Сатурн, Тібр, Фавн, Авентин, Пік, а також відомий цар Латин, ім'я якого пов'язане з областю Лацій. Ознайомлення аборигенів з грецькими письменами та пантеоном приписували Евандру.
У переказах аборігіни, поряд з троянцями під проводом Енея, вважаються одним з двох народів, що сформували етнос латинів. Міфи дуже суперечливі в тому, що стосується відносин між латинами та троянцями: в одних міфах ці два племені виступають як союзники, в інших — як противники.
Юстин відносить до аборігінів навіть Ромула, засновника Риму.